# 922
922 (CMXXII) var ett normalår som började en tisdag i den julianska kalendern.

## Händelser

### Juni
- 28 juni – Robert I av Frankrike, kröns till kung över Västfrankiska riket.

## Födda
- Harald Gråfäll, kung av Norge.
- Mieszko I av Polen, furste av Polen.

## Avlidna
- 20 februari – Theodora, kejsarinna av Bysantinska riket.